# Macroparalepis danae
Macroparalepis danae är en fiskart som beskrevs av Ege, 1933. Macroparalepis danae ingår i släktet Macroparalepis och familjen laxtobisfiskar. Inga underarter finns listade i Catalogue of Life.